# Matrizenoptik
Die Matrizenoptik ist eine Rechenmethode in der paraxialen Optik, bei der die Veränderung von Lichtstrahlen durch optische Bauelemente mit Hilfe von Matrizen dargestellt wird. Diese nennt man (Strahl-)Transfermatrizen oder auch, nach ihren vier Einträgen, ABCD-Matrizen.

## Grundlagen

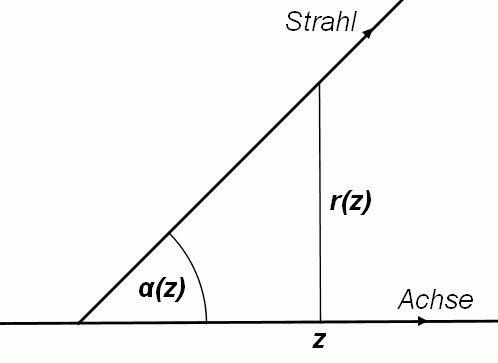
Veranschaulichung von r, z,

Man betrachtet die Lichtausbreitung entlang der optischen Achse, hier als {\displaystyle z}-Achse definiert. Der Zustand eines Lichtstrahles an einem Punkt (also bei einem bestimmten {\displaystyle z}) kann durch zwei Werte beschrieben werden: seinen Abstand {\displaystyle r} von der optischen Achse und den Winkel {\displaystyle \alpha }, den er mit ihr einschließt. Man kann den Strahl also als Vektor aus diesen beiden Komponenten darstellen:
{\displaystyle {\vec {r}}={\begin{pmatrix}r\\\alpha \end{pmatrix}}}
Der Winkel {\displaystyle \alpha } gibt dabei, da er die Neigung des Strahls darstellt, die Änderung von {\displaystyle r} mit {\displaystyle z} an. Im Rahmen der paraxialen Näherung, also nach dem Grenzübergang, mit dem {\displaystyle r} und {\displaystyle \alpha } gegen Null gehen, gilt {\displaystyle \sin \alpha =\tan \alpha =\alpha }.
Betrachtet man {\displaystyle r} und {\displaystyle \alpha } nicht als infinitesimale, sondern endliche Größen (im Sinne der Gaußschen Optik), muss man die zweite Vektorkomponente {\displaystyle \alpha } als Tangens des Winkels zwischen Strahl und Achse auffassen, also als Steigung des Strahls, damit zwischen {\displaystyle \alpha } und der Änderung von {\displaystyle r} mit {\displaystyle z} ein linearer Zusammenhang besteht.
Wenn ein Strahl einen Weg in {\displaystyle z}-Richtung zurücklegt und dabei evtl. auch abbildende Elemente (Linsen, Spiegel) durchläuft, kann die Änderung des Strahlvektors mit einer Transformationsmatrix beschrieben werden, die sich nach der Differenz der {\displaystyle z}-Koordinaten und den Eigenschaften der durchlaufenen Elemente richtet. Man multipliziert die Transformationsmatrix von links an den Strahlvektor, und der resultierende Vektor beschreibt die Eigenschaften des Strahles nach Durchlaufen des Weges:
{\displaystyle {\begin{bmatrix}A&B\\C&D\end{bmatrix}}{\begin{pmatrix}r_{1}\\\alpha _{1}\end{pmatrix}}={\begin{pmatrix}r_{2}\\\alpha _{2}\end{pmatrix}}}
Die übliche Konvention ist, dass die Strahlrichtung (also die positive {\displaystyle z}-Achse) von links nach rechts verläuft. r wird oberhalb der Achse positiv, unterhalb negativ gezählt. {\displaystyle \alpha } ist positiv, wenn der Strahl nach oben zeigt, und negativ, wenn er nach unten zeigt.

## Transfermatrizen wichtiger Elemente

### Translation
Ein Strahl, der ein homogenes Medium durchläuft, ändert seine Neigung zur Achse nicht, sondern nur gemäß seiner Neigung seinen Abstand zu ihr.
Breitet sich ein Lichtstrahl ungehindert über die Distanz {\displaystyle d=z_{2}-z_{1}} entlang der optischen Achse aus, ohne abbildende Elemente zu durchlaufen, beschreibt man dies mit der folgenden Matrix des optischen Weges, die nur von der Entfernung und nicht vom durchlaufenen Medium abhängt:
{\displaystyle T={\begin{bmatrix}1&d\\0&1\end{bmatrix}};\quad {\vec {r}}_{2}={\begin{pmatrix}r_{2}\\\alpha _{2}\end{pmatrix}}=T\,{\vec {r}}_{1}=T{\begin{pmatrix}r_{1}\\\alpha _{1}\end{pmatrix}}={\begin{pmatrix}r_{1}+d\alpha _{1}\\\alpha _{1}\end{pmatrix}}}
Dabei ändert sich der Strahl selbst nicht, sondern nur der Bezugspunkt des Strahlvektors: {\displaystyle {\vec {r}}_{1}} gilt am Bezugspunkt {\displaystyle z=z_{1}} und {\displaystyle {\vec {r}}_{2}} am Punkt {\displaystyle z_{2}}.

### Brechung an Fläche
Wird der am Bezugspunkt {\displaystyle z=z_{1}} dargestellte Lichtstrahl an einer gekrümmten oder ebenen Fläche bei {\displaystyle z_{1}} gemäß dem Brechungsgesetz gebrochen, ändert sich nur die Strahlrichtung und nicht die {\displaystyle z}-Koordinate. Die Transfermatrix dafür ist
{\displaystyle R={\begin{bmatrix}1&0\\\left({\frac {n_{1}}{n_{2}}}-1\right)\cdot \rho &{\frac {n_{1}}{n_{2}}}\end{bmatrix}}}.
Dabei sind {\displaystyle n_{1}} und {\displaystyle n_{2}} die Brechungsindizes der optischen Medien vor und nach der Grenzfläche. {\displaystyle \rho } ist die Krümmung der Fläche in ihrem Scheitel (Flächenmitte). {\displaystyle \rho } ist positiv, wenn der Krümmungsmittelpunkt hinter der Fläche liegt (konvexe Fläche, in positiver {\displaystyle z}-Richtung gesehen). Bei einer sphärischen Fläche mit Radius {\displaystyle r} ist {\displaystyle \rho =1/r}, und für eine ebene Fläche ist {\displaystyle \rho =0}.

### Dünne Linse
Durch Multiplikation zweier Flächen-Brechungsmatrizen und Anwendung der Linsenschleiferformel erhält man für den Durchgang durch eine dünne Linse am Bezugspunkt des Strahlvektors die Transfermatrix
{\displaystyle L={\begin{bmatrix}1&0\\{\frac {1}{-f}}&1\end{bmatrix}}},
wobei {\displaystyle {\mathit {f}}} die Brennweite der Linse ist. {\displaystyle {\mathit {f}}} ist größer 0, wenn die Linse fokussierend wirkt (Sammellinse), und kleiner 0 für eine defokussierende Linse (Zerstreuungslinse).

### Dicke Linse
Berücksichtigt man auch die Dicke {\displaystyle {\mathit {d}}} der Linse zwischen den Linsenoberflächen mit den Krümmungsradien {\displaystyle {\mathit {{R}_{1}}}} und {\displaystyle {\mathit {{R}_{2}}}}, erhält man für den Durchgang durch die dicke Linse die Transfermatrix
{\displaystyle D=\left[{\begin{matrix}1-{\frac {d}{{R}_{1}}}{\frac {{{n}_{L}}-n}{{n}_{L}}}&{\frac {d\,n}{{n}_{L}}}\\({\frac {{{n}_{L}}-n}{n}})\left({\frac {1}{{R}_{2}}}-{\frac {1}{{R}_{1}}}-{\frac {d}{{{R}_{1}}{{R}_{2}}}}{\frac {{{n}_{L}}-n}{{n}_{L}}}\right)&1+{\frac {d}{{R}_{2}}}{\frac {{{n}_{L}}-n}{{n}_{L}}}\\\end{matrix}}\right]=\left[{\begin{matrix}1&{{H}_{2}}\\0&1\\\end{matrix}}\right]\left[{\begin{matrix}1&0\\{\frac {1}{-f}}&1\\\end{matrix}}\right]\left[{\begin{matrix}1&{{H}_{1}}\\0&1\\\end{matrix}}\right]},
Dabei ist {\displaystyle {\mathit {n}}_{L}} der Brechungsindex des Linsenmaterials, {\displaystyle {\mathit {n}}} der Brechungsindex des Umgebungsmediums und {\displaystyle {\mathit {f}}} die Brennweite der Linse. {\displaystyle {\mathit {{H}_{1}}}} und {\displaystyle {\mathit {{H}_{2}}}} sind die Abstände der objekt- bzw. bildseitigen Hauptebene von den Bezugspunkten, für die der Strahlvektor jeweils gilt, etwa die Oberflächen der Linse. Die drei Teilmatrizen bezeichnen von rechts nach links, also in Anwendungsreihenfolge, die Translation des Strahls zur objektseitigen Hauptebene {\displaystyle H_{1}}, die Brechung (bei der der Strahl zur bildseitigen Hauptebene {\displaystyle H_{2}} versetzt wird) und die Translation von {\displaystyle H_{2}} zum neuen Bezugspunkt.

### Spiegel
Für einen Spiegel der Scheitelkrümmung {\displaystyle \rho } erhält man mit dem Reflexionsgesetz die Matrix
{\displaystyle K={\begin{bmatrix}1&0\\-2\rho &1\end{bmatrix}}},
wobei {\displaystyle \rho =0} einen ebenen Spiegel beschreibt. {\displaystyle \rho } ist positiv für einen Hohlspiegel und negativ für einen konvexen Spiegel. Bei einem sphärischen Spiegel ist der Radius {\displaystyle r=1/\rho }. Zu beachten ist die Konvention, dass die optische Achse mit der generellen Propagationsrichtung des Lichts übereinstimmt, das heißt am Spiegel ihre Richtung umkehrt.

### Hauptebenen
Aus einer Transfermatrix können die äquivalente Brennweite einer dünnen Linse und die Hauptebenen des zugehörigen optischen Systems bestimmt werden. Dabei gibt H1 den Abstand zwischen der Eintrittsebene des Strahls und H2 den Abstand zwischen der Austrittsebene des Strahls und der jeweiligen Hauptebene H1 bzw.  H2 an.
{\displaystyle \left[{\begin{matrix}A&B\\C&D\\\end{matrix}}\right]\,=\left[{\begin{matrix}1&{{H}_{2}}\\0&1\\\end{matrix}}\right]\ \,\left[{\begin{matrix}1&0\\-{{f}^{-1}}&1\\\end{matrix}}\right]\ \left[{\begin{matrix}1&{{H}_{1}}\\0&1\\\end{matrix}}\right]=\left[{\begin{matrix}1-{\frac {{H}_{2}}{f}}&{{H}_{1}}+{{H}_{2}}-{\frac {{{H}_{1}}{{H}_{2}}}{f}}\\-{\frac {1}{f}}&1-{\frac {{H}_{1}}{f}}\\\end{matrix}}\right]}
{\displaystyle f=-{\frac {1}{C}}}
{\displaystyle {{H}_{1}}={\frac {D-1}{C}}}
{\displaystyle {{H}_{2}}={\frac {A-1}{C}}}
Somit wird es möglich, ein optisches System mit mehreren Linsen durch nur eine äquivalente Brennweite auszudrücken.

## Kombination von Elementen
Durchläuft ein Strahl mehrere optische Elemente hintereinander, so werden nacheinander die entsprechenden Transfermatrizen auf den Strahlvektor angewandt, was äquivalent dazu ist, sie zu multiplizieren und dann die Produktmatrix auf den Vektor anzuwenden. Dabei gelten die Regeln der Matrizenmultiplikation: durchläuft der Strahl drei Elemente in der Reihenfolge {\displaystyle T_{1},T_{2},T_{3}}, so wird das Produkt in der Reihenfolge {\displaystyle T_{3}\cdot T_{2}\cdot T_{1}} gebildet.
So ergeben sich die Matrizen komplizierterer Systeme als Produkt der Matrizen der elementaren Systemteile, etwa die einer dicken Linse aus denen einer Linsenoberfläche, einer Translation durch das Linsenglas und einer weiteren Fläche, oder die eines Linsensystems aus einer Abfolge von Linse, Translation, Linse, ... bzw. Fläche, Translation, Fläche, ....

## Alternative Konvention
Von einigen Autoren wird abweichend zur hier verwendeten Konvention der Strahlvektor definiert als {\displaystyle {\vec {r}}(z)={\begin{pmatrix}r(z)\\n\alpha (z)\end{pmatrix}}}, wobei n der Brechungsindex des Mediums am Ort {\displaystyle (r,z)} ist. Dies hat zur Folge, dass etwa in der Matrix für Translation durch ein Medium für dieses zusätzliche n korrigiert werden muss, sie lautet in dieser Konvention
{\displaystyle T={\begin{bmatrix}1&{\frac {d}{n}}\\0&1\end{bmatrix}}}
und ist somit selbst explizit vom Medium abhängig. Der Vorteil dieser Konvention ist, dass die Matrix für Brechung an einer ebenen Fläche zur Einheitsmatrix wird.
Manche Autoren vertauschen auch die beiden Einträge des Strahlenvektors, sodass er folgendermaßen definiert ist:
{\displaystyle {\vec {r}}(z)={\begin{pmatrix}n\alpha (z)\\r(z)\end{pmatrix}}}.
Die Matrizen müssen entsprechend geändert (um 180° gedreht) werden.

## Weitere Anwendungen

### Gaußstrahlen
Die Anwendung der Matrizenoptik ist nicht auf die geometrische Optik beschränkt, sie lässt sich durch den Übergang von Matrizen zu Möbius-Abbildungen auch auf das Konzept der Gauß-Strahlen übertragen. Hierzu bleiben die ABCD-Matrizen und ihre Multiplikationsregeln komplett erhalten, man wendet sie aber nicht mehr per Multiplikation auf einen Strahlvektor an, sondern auf den Strahlparameter {\displaystyle q} gemäß folgender Vorschrift:
{\displaystyle q_{1}(z)={\frac {Aq_{0}+B}{Cq_{0}+D}}}.
Der Strahlparameter berechnet sich hierbei nach
{\displaystyle {1 \over q}={1 \over R}-{i\lambda  \over \pi w^{2}}}
mit dem Krümmungsradius {\displaystyle R} des Gaußschen Strahls, der Wellenlänge {\displaystyle \lambda } und dem Radius {\displaystyle w} des Gauß-Strahls (alternativ {\displaystyle q(z)=z-iz_{R}}).

### Polarisation
Ein zur geometrischen Matrizenoptik analoges Verfahren wird verwendet, um die Veränderung der Polarisation beim Durchgang durch optische Elemente zu berechnen. Der Polarisationszustand wird durch Jones-Vektoren ausgedrückt und mit Jones-Matrizen manipuliert.

## Technische Nutzung
Neben der mathematischen Anwendung des Verfahrens mit z. B. Programmen wie MATLAB zur Berechnung von Strahlengängen werden Adaptionen desselben dazu herangezogen, um Strahlengänge bewegter Linsensysteme zu antizipieren und zu erwartende Abbildungen vorauszuberechnen, so z. B. bei der Echtzeit-Objektverfolgung oder der Justage von verbundenen Linsensystemen zur Fokussierung, etwa astronomischen Spiegeln und Mikroskopen.